# История Красноярского края

## Доисторическое время
Человек заселил территорию современного Красноярского края в верхнем палеолите примерно 45 тысяч л. н., о чём свидетельствует находка на Таймыре сопкаргинского мамонта, на скуловой кости которого учёные выявили повреждение от тяжёлого копья первобытных охотников.
Возрастом 28—32 тыс. лет датируются древнейшие слои стоянок Афонтова гора, Куртак 4, Каштанка, Усть-Кова, Бражное.
Древнейшие позднепалеолитические местонахождения на берегу Дербинского залива Красноярского водохранилища датируются периодом конощельского похолодания каргинского времени (29—30 тыс. лет назад). На левом берегу Красноярского водохранилища, на стрелке при впадении реки Ижуль в Енисей, в восточной части Куртакского археологического района находятся среднеплейстоценовые стоянки Усть-Ижуль 1 и Усть-Ижуль 2. На стоянке Усть-Ижуль 2 получена радиоуглеродная дата 30 010±1470 лет. Лобная кость человека вида Homo sapiens из местонахождения Покровка II (Малый Лог II) датируется возрастом 27 740±150 лет. На разрушающейся около Красноярского водохранилища верхнепалеолитической стоянке Сабаниха-3 обнаружили свыше 3000 артефактов, в том числе — две каменные подвески, подобные тем, что были найдены на стоянке раннего верхнего палеолита Малая Сыя в Хакасии, и костёр в положении in situ.
На стоянке Усть-Кова в устье реки Ковы в Кежемском районе нашли статуэтку мамонта и скульптуру тюленя, изготовленные из бивня мамонта более 20 тыс. лет назад.
К периоду 18—24 тыс. лет назад относятся стоянки Ачинская и Тарачиха. На позднепалеолитической Ачинской стоянке (ок. 20 тыс. лет до н. э.) археологами найден орнаментированный жезл, который, возможно, представляет собой лунный календарь.
У образца AG-2 (16,7 тыс. лет до настоящего времени) со стоянки Афонтова гора II определили Y-хромосомную гаплогруппу Q1a1-F746. У образца AG-3 (16 930—16 490 л. н.) определена митохондриальная гаплогруппа R1b. По аутосомам, образцы со стоянок Афонтова гора II, Афонтова гора III и Мальта I (MA-1) имели общее происхождение и были сгруппированы вместе в мальтинский кластер. Фенотипический анализ показавал, что образец Афонтова гора III несёт производный аллель rs12821256, ассоциирующийся со светлыми волосами у европейцев, что делает этот образец самым ранним человеком, известным как носитель этого производного аллеля.
Стоянка Лиственка в окрестностях Дивногорска датируется возрастом 16,5—10 тыс. лет.
Возрастом 15—10 тыс. лет датируется кокоревская культура в верховьях Енисея. На стоянке Кокорево I в верховьях реки Енисей в Новосёловском районе найдена лопатка бизона с воткнувшимся в неё наконечником.
У образца kra001 (2295—2140 лет до н. э.) из Красноярского края (LN/EBA) определена Y-хромосомная гаплогруппа N1a1a1a1-CTS6967*, предковая для N1a1a1a1a-L392/L1026, являющейся базальной и к линии N1a1a1a1a1-L4339>N1a1a1a1a1a-VL29, и к линии N1a1a1a1a2-Z1936. На графике основных компонент (PCA) kra001 (RUS_Krasnoyarsk_BA) расположен близко к нганасанам, юкагирам и эвенам.
По захоронениям бронзового века у деревни Андроново получила название андроновская культура (XVII—IX века до н. э.).
К мунх-хайрханской культуре в долине реки Иджим (Ермаковский район) относятся могильники Маральское 2 и Саяны-Пограничное 6.
Близ озера Пясино под Норильском обнаружена стоянка людей бронзового века, где найдено примитивное оборудование для плавки и литья и сырьё (шарики самородной меди).

## Ранние государства
Первое государство на территории южной Сибири возникло в IV—III веках до н. э. Древнекитайские летописи называли его создателей народ «динлины» (кит. 丁零), а государство — «Динлин-го» (丁零国).
Около 201 года до н. э. государство динлинов было разгромлено войсками хунну.
Хунну (кит. 匈奴 сюнну) — древний тюркский кочевой народ, с 220 года до н. э. по II век н. э. населявший степи к северу от Китая. Для защиты от их набегов Цинь Шихуаньди построил Великую стену. Хунну вели активные войны с китайской империей Хань, в ходе которых консолидировались в единую державу, подчинившую племена соседних кочевников. Согласно широко распространённому мнению, часть хунну дошла до Европы и, смешавшись с уграми, дала начало новому народу, который в Европе известен под названием гунны).
По кургану, раскопанному у села Тесь, как тагарско-таштыкский переходный этап выделена тесинская культура (II век до н. э. — II век н. э.).

## Средневековье

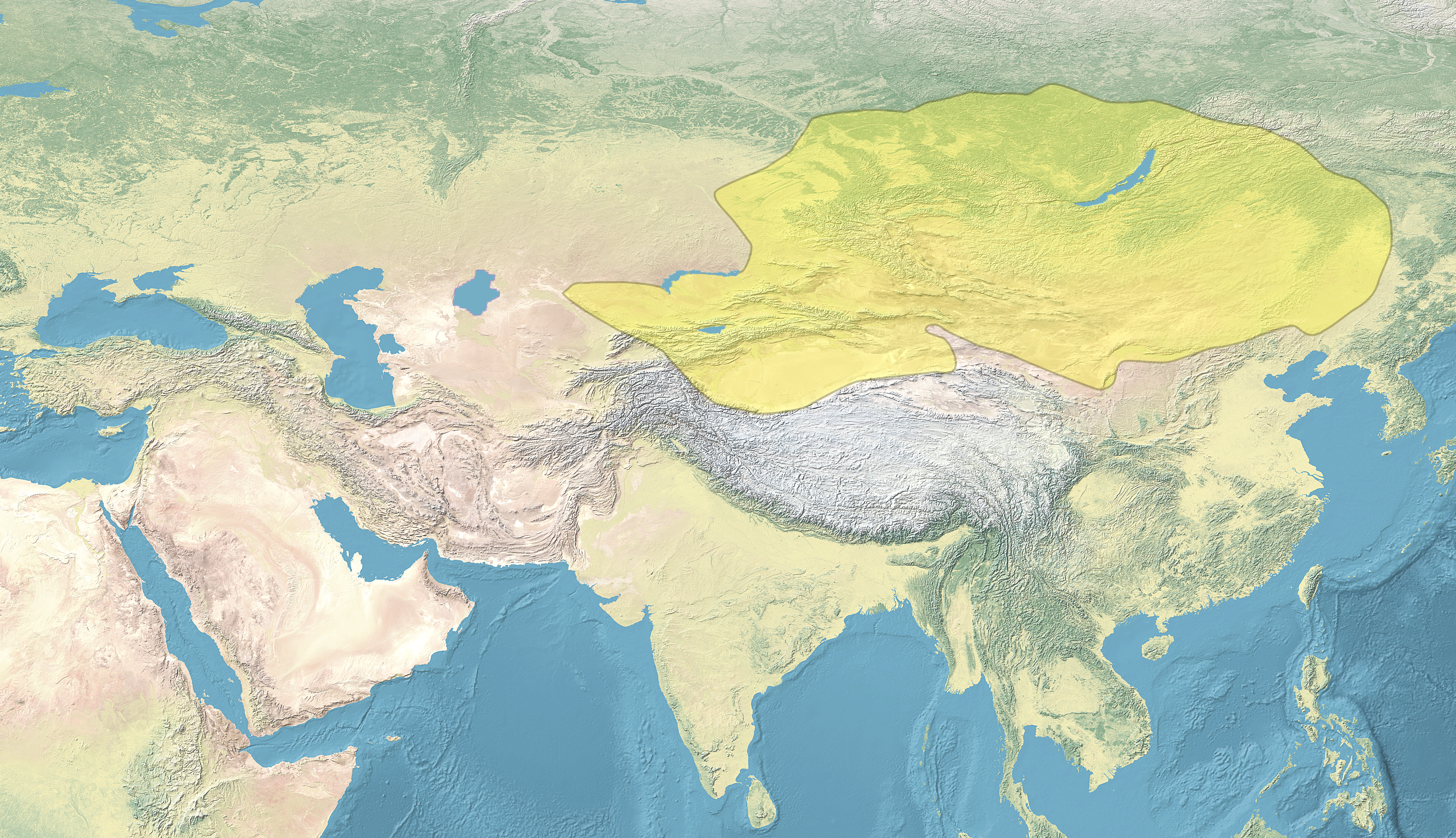
Кыргызский Каганат

После разгрома Динлин-го войсками хунну в Минусинскую котловину передвинулось тюркоязычное племя кыргызов.
В VI—VII веках кыргызы с подвластными таёжными народами образовали периферийный удел центральноазиатских государств во главе с наместником — эльтебером.
В VIII веке — сепаратистская область во главе с собственными беками и иналами, претендующими на ханское достоинство (см. Барс-каган).
В IX веке — быстро расширяющаяся агрессивная степная империя с обожествляемым каганским родом.
В 840 году это государство уничтожило Уйгурский каганат, распространило свою власть на Туву и Монголию. Преследуя остатки уйгуров, кыргызы с боями дошли до Иртыша и Амура, вторглись в оазисы Восточного Туркестана. Этот период истории В. В. Бартольд назвал «кыргызским великодержавием».
Кыргызы предоставляли государству высших военных и административных руководителей. Они считались связанными и династийно, и через брачные отношения с правящими домами Китая и других сопредельных стран.
Начиная с середины I тысячелетия н. э. на территории Сибири появились предки эвенков. К XIII веку тунгусские племена расселились на Средней Лене, Вилюе, Олёкме. Эвенки сложились на основе смешения аборигенов Восточной Сибири с тунгусскими племенами, пришедшими ранее из Прибайкалья и Забайкалья. К прототунгусской общности относят глазковскую культуру.
Есть основания в качестве непосредственных предков эвенков рассматривать забайкальский народ увань, который, согласно китайским хроникам V—VII веков, обитал в горной тайге к северо-востоку от Баргузина и Селенги. Увани не были аборигенами Забайкалья, а представляли собой группу кочевников-скотоводов, пришедшую сюда из более южной местности. В процессе расселения по просторам Сибири тунгусы сталкивались с местными племенами и, в конечном счёте, ассимилировали их. Особенности этнического формирования тунгусов привели к тому, что для них характерны три антропологических типа, а также три различных хозяйственно-культурных группы: оленеводы, скотоводы и рыболовы.
В XII—XIV веках эвенки были рассечены продвижением на север якутов. Восточные эвенки образовали этнос эвенов. До прихода русских в XVII веке эвенки (тунгусы) жили по Енисею, Ангаре, Вилюю, Витиму, Верхней Лене, Амуру (орочоны), а также на побережье Байкала.

## В составе России
26 июля 1628 года, когда работы по возведению Красноярского острога ещё не были завершены, местные аринцы и качинцы «приходили к острогу войной в куяках и в панцирях».
До 1629 года территория современного Красноярского края входила в Тобольский разряд с центром в городе Тобольске. С 1629 года Енисейский, Красноярский и Канский остроги с прилегающими землями были причислены к выделенному из Тобольского разряда Томскому разряду.
После сокращении красноярского гарнизона об этом стало известно киргизским кочевникам, и те начали набеги, в том числе и на Енисейск. Набеги киргизских князей на Красноярск и окрестные селения совершались в 1630, 1634, 1636, 1640, 1665, 1667 годах. В 1632 году решение об упразднении Красноярска было отменено.
Продвижение на юг было тяжёлым. Енисейские кыргызы сжигали первый Ачинский острог в 1675 году, Абаканский острог, осаждались Красноярский, Канский, Кузнецкий и Томский остроги.
В 1676 году Енисейский острог получил статус города, в подчинение которому были переданы все поселения по Енисею и правобережные территории, простирающиеся до Забайкалья.
1679 год — осада объединёнными войсками енисейских кыргызов и джунгар под командованием Иренека. Были сожжены 16 деревень, включая подстолбовские станицы Базаиха и Торгашино. Уничтожен караульный периметр сигнальных постов и вышек.  Несмотря на малочисленность, казаки совершили вылазку и вступили в сражение в открытом поле. В бою чуть было не погиб сам Иренек, выбитый из седла. Кыргызы не устояли перед огнём артиллерии, которой руководил Василий Многогрешный, и отступили.  Под командованием Романа Старова и Ивана Гричанинова. В 1680 году отряд нанёс чувствительный урон кыргызам. В 1692 году ещё более сильный отряд под командованием Василия Многогрешного окончательно разгромил Тубинский улус кыргызов. Побеждённые кыргызы попросили на несколько лет прекратить сбор ясака[5]. Придя в 1703 году за ясаком на Абакан русские не нашли ни кыргызов, ни большинства кыштымов — они ушли в Джунгарию. Летом 1707 года около тысячи казаков, набранных из пяти острогов, под командованием Ильи Цицурина и Конона Самсонова построили Абаканский острог.
В 1708 году Пётр I для упорядочения управления государством провёл территориально-административные преобразования. Основной административной единицей Российской империи стала губерния, в которую входили провинции, делившиеся на уезды. По Указу от 18 декабря 1708 года вся территория империи делилась на восемь губерний. Сибирь и часть Приуралья вошли в состав Сибирской губернии с центром в Тобольске.
В 1718 году был построен самый южный Саянский острог перед так называемым Лоджановым валом — зимней крепостью последнего Алтын-хана.
Из-за дальности расстояний и отсутствия путей сообщения управление территориями Сибирской губернии было чрезвычайно затруднено. Возникла необходимость в проведении территориальных преобразований. В 1719 году в составе Сибирской губернии были учреждены три провинции: Вятская, Соликамская и Тобольская, а через пять лет ещё две провинции — Иркутская и Енисейская с центром в городе Енисейске. В Енисейскую провинцию входили уезды: Мангазейский, Енисейский, Красноярский, Томский, Кузнецкий, Нарымский и Кетский.
В 1764 году по указу Екатерины II Сибирь подверглась очередной административно-территориальной реформе: учреждена вторая губерния — Иркутская, в состав которой была включена Енисейская провинция. Через два десятилетия Енисейская провинция была ликвидирована, её уезды включены в состав трёх губерний: Тобольской (Енисейск и Ачинск), Иркутской и Колыванской (Красноярск).
В 1797 году весь бассейн реки Енисей был причислен к Тобольской губернии (до 1804 года; затем до 1822 года они входили в состав Томской губернии).

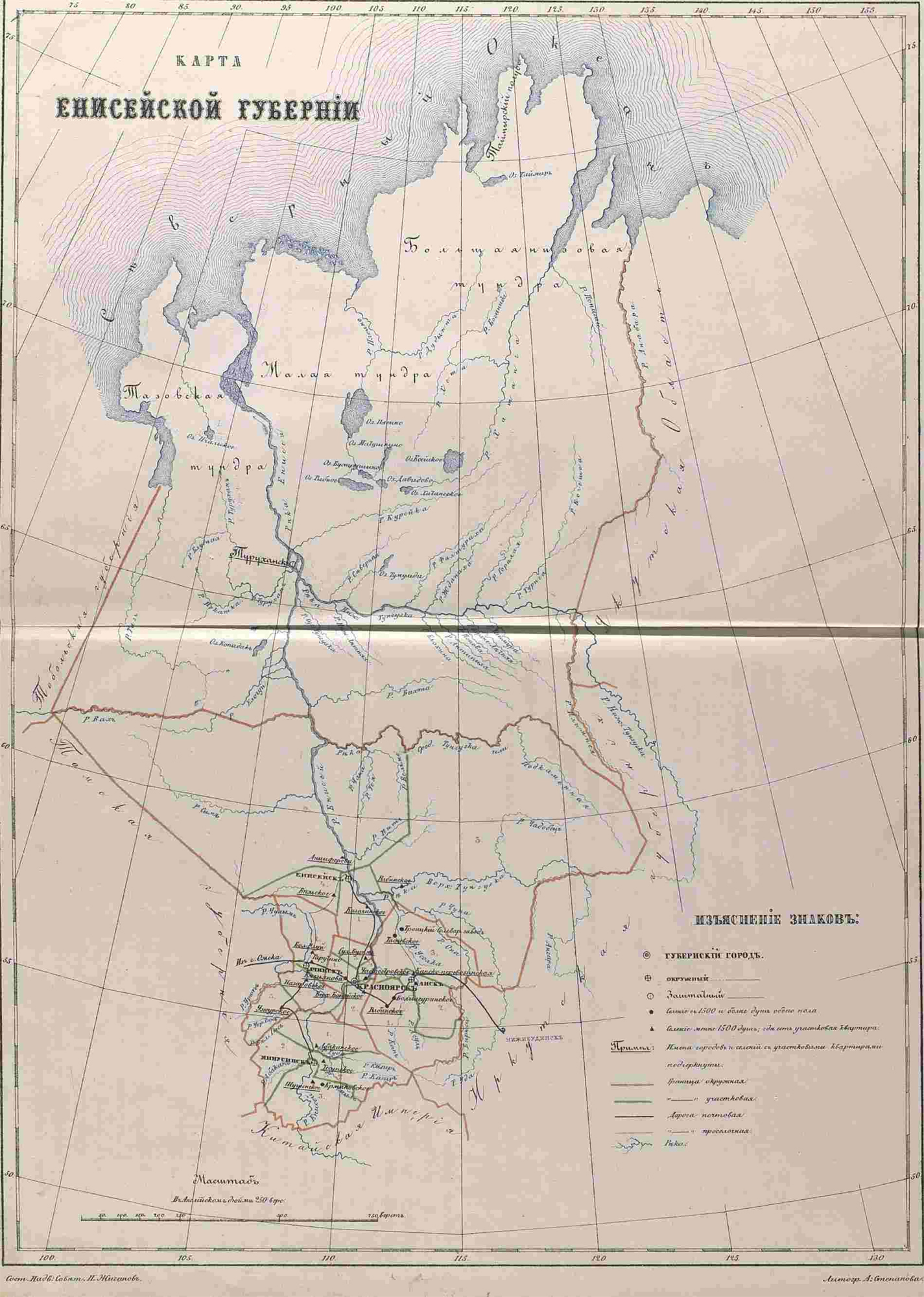
Карта Енисейской губернии 1821 года

В целях централизации управления в 1803 году создаётся Сибирское генерал-губернаторство с центром в городе Иркутске, поглотившее территории Тобольской, Иркутской и Томской губерний.
В 1822 году эта система территориальной подчинённости была упразднена, взамен созданы Западно-Сибирское (центр — Тобольск) и Восточно-Сибирское (центр — Иркутск) генерал-губернаторства.
Одновременно, по предложению М. М. Сперанского, проводившего ревизию сибирских владений, император Александр I подписал указ об образовании Енисейской губернии в составе пяти округов: Красноярского, Енисейского (с Туруханским краем), Ачинского, Минусинского и Канского. Административным центром вновь образованной губернии утверждён город Красноярск.
26 февраля 1831 года Сенат издал указ «Об устройстве почтового управления в Енисейской губернии». В Красноярске была учреждена губернская почтовая контора, в Енисейске и Ачинске — почтовые экспедиции, а в Канске, Минусинске и Туруханске открыты почтовые отделения.
За 50 лет после создания Енисейской губернии в административном устройстве Российской империи прошли незначительные перемены: в 1879 году округа переименованы в уезды. Территория Енисейской губернии изменениям не подверглась и в основном совпадала с границами современного Красноярского края.
С 1913 года Енисейская губерния входит в Иркутское генерал-губернаторство. В апреле 1914 года Россия устанавливает протекторат над Тувой, которая под названием Урянхайский край вошла в состав Енисейской губернии.
Подобное административно-территориальное деление сохранялось до начала 1920-х годов.

## Период СССР
В середине 1921 года тувинские революционеры, поддержанные Красной Армией РСФСР, приняли решение о провозглашении национального суверенитета Тувы.
С 1923 года начинаются работы по районированию Сибири, положившие начало административному переустройству территории края. С упразднением волостей, создаются укрупнённые районы.
Постановлением ВЦИК от 25 мая 1925 года все губернии и области в Сибири упраздняются, их территории вливаются в единый Сибирский край с центром в Новосибирске.

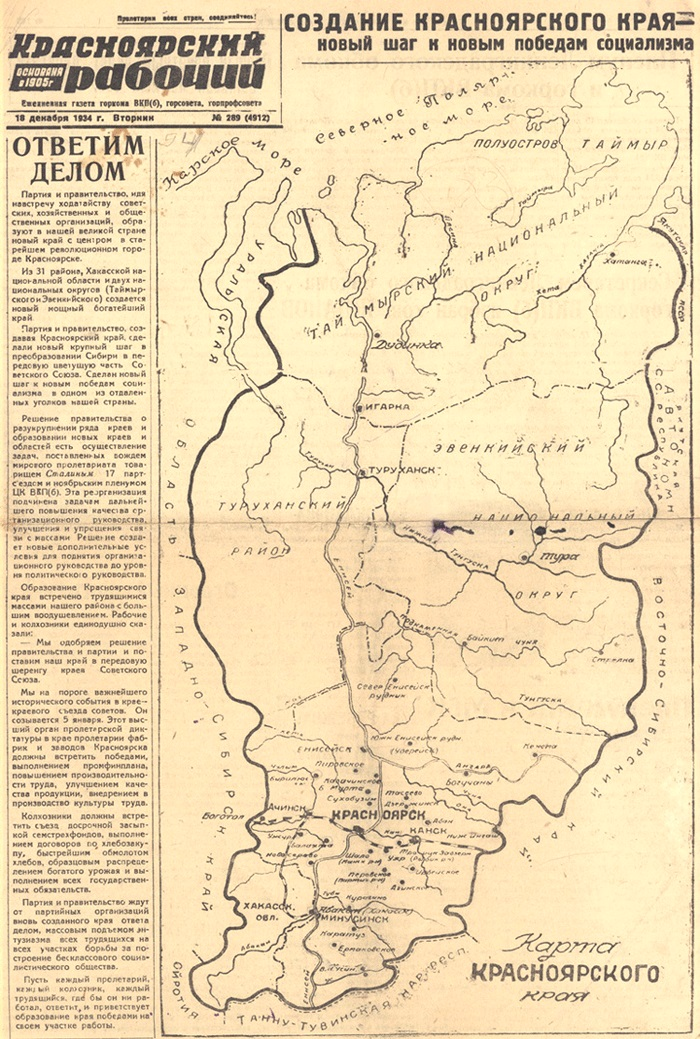
Номер газеты «Красноярский рабочий» от 18 декабря 1934 года с объявлением об образовании Красноярского края.

Постановлением Президиума ВЦИК от 7 декабря 1934 года вследствие разукрупнения Западно-Сибирского и Восточно-Сибирского краёв был образован Красноярский край (практически в прежних границах Енисейской губернии).
От Западно-Сибирского края к новому краю отошли Ачинский, Берёзовский, Бирилюсский, Боготольский, Ермаковский, Каратузский, Курагинский, Минусинский, Назаровский, Усинский и Ужурский районы, а также Хакасская автономная область в составе 6 районов.
От Восточно-Сибирского края к новому краю отошли Абанский, Балахтинский, Богучанский, Больше-Муртинский, Дзержинский, Енисейский, Иланский, Ирбейский, Казачино-Енисейский, Канский, Кежемский, Красноярский, Манский, Нижнеингашский, Новосёловский, Партизанский, Пировский, Рыбинский, Сухобузимский, Тасеевский, Туруханский, Уярский, а также Эвенкийский и Таймырский национальные округа. В общей сложности в состав края вошли 52 района. Городами краевого подчинения стали Красноярск, Ачинск, Боготол, Енисейск, Канск, Минусинск.
Административно-территориальное деление в 1935—1936 годах претерпело существенные изменения. Были образованы новые районы: Артёмовский, Даурский (из частей Красноярского, Балахтинского и Новосёловского), Идринский, Игарский, Козульский, Краснотуранский, Удерейский, Северо-Енисейский и Тюхтетский (из Боготольского), а Красноярский район разделён на — Емельяновский и Советский район.
В 1937 году краевая столица город Красноярск стал делиться на два городских района: (Сталинский и Кировский).
В 1938 году образован Кагановичский городской район Красноярска.
В 1941 году образован Ярцевский район.
В 1942 году из Кировского городского района Красноярска выделился Ленинский район.
24 или 25 сентября 1944 года метеорологическая станция на мысе Стерлигова (Таймыр) в  заливе Толля (Карское море) была атакована морским десантом с немецкой подводной лодки U-711 и на короткое время занята.
В 1944 году образованы Большеулуйский, Долгомостовский, Шушенский районы.
В период между 1941 и 1946 годами[когда?] из Якутской АССР передан ряд территорий на западном берегу Хатангского залива (полуостров Хара-Тумус и окрестности).
В 1947 году из Хакасской АО передан Шарыповский район.
Летом 1953 года произошло Норильское восстание — выступление заключённых Горлага.
В 1953 году города Норильск и Ужур стали городами краевого подчинения.
В 1954 образован ЗАТО Красноярск-26.
В 1956 упразднены Артёмовский (вошёл в Курагинский), Усинский (вошёл в Ермаковский), Ярцевский (вошёл в Енисейский) районы, а Удерейский переименован в Мотыгинский. Образован ЗАТО Красноярск-45.
23 октября 1956 года Красноярский край был награждён орденом Ленина за освоение целинных земель.
В 1957 Кагановичский городской район Красноярска переименован в Октябрьский.
В 1961 Сталинский городской район Красноярска переименован в Центральный. Город Назарово становится городом краевого подчинения.
27 декабря 1962 было принято решение об образовании в Красноярском крае вместо 60 районов — 4 промышленных и 35 сельских районов, поэтому в 1963 году были образованы Мотыгинский и Нижнеингашский промышленные районы; упразднены Берёзовский (вошёл в Назаровский), Больше-Улуйский (вошёл в Ачинский), Даурский (вошёл в Балахтинский), Дзержинский (вошёл в Канский), Долгомостовский (вошёл в Абанский), Ермаковский (вошёл в Шушенский), Козульский (вошёл в Ачинский), Краснотуранский (вошёл в Курагинский), Манский (вошёл в Уярский), Мотыгинский (вошёл в Мотыгинский промышленный), Нижнеингашский (вошёл в Нижнеингашский промышленный), Новосёловский (вошёл в Балахтинский), Партизанский (вошёл в Уярский), Саянский (вошёл в Ирбейский), Северо-Енисейский (вошёл в Мотыгинский промышленный), Советский (вошёл в Емельяновский), Сухобузимский (вошёл в Большемуртинский), Тюхтетский (вошёл в Боготольский), Шарыповский (вошёл в Ужурский) районы. Город Дивногорск получил статус города краевого подчинения в связи с возведением Красноярской ГЭС.
В 1965 образован ЗАТО Красноярск-66.
В 1966 вновь упразднены Мотыгинский и Нижнеингашский промышленные районы и образованы Большеулуйский, Дзержинский, Ермаковский, Краснотуранский, Манский, Мотыгинский, Нижнеингашский, Новосёловский, Партизанский, Саянский, Северо-Енисейский, Сухобузимский, Тюхтетский, Шарыповский районы.
В 1969 от Центрального городского района Красноярска отделился Советский район.
2 декабря 1970 года Красноярский край был награждён вторым орденом Ленина за достижения в области промышленности, а также за развитие в области сельского хозяйства, развитие культуры в годы 8-й пятилетки (1966—1970), которая оказалась самой результативной за весь период существования края.
В 1972 вновь образован Козульский район (выделен из Ачинского).
В 1975 город Лесосибирск получил статус города краевого подчинения.
В 1977 от Кировского городского района Красноярска отделился Свердловский район.
В 1979 от Октябрьского городского района Красноярска отделился Железнодорожный район.
В 1981 году сельсоветы Назаровского района Берёзовский и Новоалтатский были переданы в Шарыповский район. Города Шарыпово и Бородино получили статус городов краевого подчинения.
В 1983 году из Емельяновского района выделен Берёзовский район.
5 декабря 1984 года Красноярский край награждён орденом Октябрьской революции за большие заслуги трудящихся края в революционном движении, в борьбе с немецко-фашистскими захватчиками в Великой Отечественной войне, их вклад в освоение природных богатств и развитие производительных сил Сибири.
В 1985 году город Сосновоборск получил статус города краевого подчинения.
В 1988 году центр Кежемского района был перенесён в Кодинск в связи со строительством Богучанской ГЭС.
В 1989 году к администрации города Лесосибирска присоединён посёлок Новоенисейск.
В 1991 году Хакасская автономная область вышла из состава края и была преобразована в Республику Хакасия.

## Российская Федерация
В 2005 году Игарка становится городом районного подчинения (Туруханский район). Посёлок ЗАТО Солнечный приобретает статус городского округа.
С 1 января 2007 года Красноярский край, Таймырский (Долгано-Ненецкий) автономный округ и Эвенкийский автономный округ объединились в новый субъект Российской Федерации — Красноярский край в пределах границ трёх ранее существовавших субъектов, автономные округа вошли в состав края как Таймырский Долгано-Ненецкий и Эвенкийский районы. С 1 января 2007 ЗАТО Кедровый был упразднён.
В 2013 году в Старотуруханске на месте Старотуруханского городища Новая Мангазея среди руин жилого дома традиционного русского типа конца XVIII века нашли первую в Сибири берестяную грамоту, на которой написан кириллический алфавит от буквы i до конца. В 2016 году в Енисейске археологами при раскопках в погребе воеводского двора середины XVII века была обнаружена вторая в Красноярском крае берестяная грамота, на которой, по предварительным данным, написано ругательство. Около стены острога археологи нашли изготовленный в Западной Европе 300 лет назад кувшин с изображением, возможно, бога виноделия Бахуса.
29 мая 2020 года при разгерметизации бака с дизельным топливом на ТЭЦ-3 в Кайеркане (район Норильска) произошла одна из крупнейших утечек нефтепродуктов в истории России — экологическая катастрофа, создающая угрозу для экосистемы Северного Ледовитого океана. К 3 июня, по данным Росприроднадзора, предельно допустимая концентрация вредных веществ в воде реки Амбарной превысила норму в десятки тысяч раз.